# Spira (Final Fantasy X)
Pour les articles homonymes, voir Spira.
 (mars 2017).
Si vous disposez d'ouvrages ou d'articles de référence ou si vous connaissez des sites web de qualité traitant du thème abordé ici, merci de compléter l'article en donnant les références utiles à sa vérifiabilité et en les liant à la section « Notes et références ».
Spira (スピラ, Supira) est un monde imaginaire où se déroule l'histoire des jeux vidéo de rôle Final Fantasy X et Final Fantasy X-2.
Comme le sous-entend son nom, Spira est caractérisée par des cycles et de nombreuses choses sphériques, comme la spirale de mort que le monde supporte, les nombreuses sphères trouvées dans Spira, les bassins sphériques de Blitzball, la prière à Yevon, le Sphérier, et le cycle d'énergie vitale naissant à l'intérieur du cœur de la planète, accordant la vie à tous ses habitants vivants et redonnant ensuite à leur mort l'énergie vitale au cœur de la planète.
Invention de Square Enix, Spira est un des premiers mondes de Final Fantasy à disposer d'influences spirituelles et mythologiques cohérentes, universelles dans les civilisations de la planète et la vie quotidienne de ses habitants. Le monde de Spira diffère des mondes de style européen trouvés dans les Final Fantasy précédents, étant beaucoup plus modelé sur l'Asie du Sud-Est, notamment en ce qui concerne sa végétation, sa topographie et son architecture.
Spira est composée de nombreuses villes et peuples, et possède une géographie très diverse.

## Le monde

### Géographie
Le monde de Spira est composé d'un continent unique jonché de nombreuses îles inhabitées où peuplées. Le continent est composé de paysages tropicaux, montagneux, de plaines et de vastes étendues sauvages, on peut dénombrer de nombreuses villes, campements et villages et quelques lieux notables : 
Besaid : 
Une île située au sud du continent à un jour de bateau de l'île de Kilika, l'île est composée de plages luxuriantes, de forêt et de ruines datant de l'été des machines. Il est à noter que la présence de ruines indique que l'île était habitée il y a 1000 ans mais l'étendue de celles-ci laissent présager que l'île ne devait abriter qu'une petite ville très modeste. Elle abrite désormais le village de Besaid qui est installé dans les hauteurs de l'île (sûrement pour se protéger de Sin) et contient un amas de tentes simplistes mais néanmoins confortables, quelques marchands, le QG des Bannisseurs locaux et un temple qui fait de l'île un point de passage obligé de tout invokeur en pèlerinage pour acquérir l'ultime chimère. Le village est renommé dans tout Spira pour la qualité de ses tissus et de son tissage, en revanche, elle abrite également une équipe de Blitzball qui elle est réputée pour ses échecs répétitifs et est sujet à de nombreuses railleries. Wakka & lulu sont originaires de Besaid. Son élément est l'air 
Kilika : 
Située au nord de Besaid à une journée de navigation de la, il s'agit d'une ville bâtie sur pilotis à cheval sur la mer. L'île est quasi exclusivement composée d'une immense forêt tropicale qui fait office de frontière entre le village et le temple bâti plus profondément vers le cœur de l'île. Encore un point de passage sur le chemin des invokeurs, elle est le lieu de naissance du grand invokeur Ohalland, ancien capitaine célèbre des Kilika Beasts (équipe de Blitzball locale) et invokeur qui tua Sin. Elle est également le lieu de naissance de Dona et son gardien Barthello, rivaux de Yuna. L'élément de Kilika est le feu.
Luca : 
Ville située sur la rive sud du continent, elle est l'une des deux dernières grandes villes avec Bevelle. On y trouve tout ce qui compose une ville moderne, un stade de Blitzball immense totalement mécanisé malgré les interdictions de Yevon concernant les machines, un port entourant entièrement le stade, d'innombrables marchands et même un opéra. Chaque année, un tournoi est organisé pour ouvrir la saison de Blitzball, ce qui fait de Luca la capitale nationale de ce sport. Leur équipes sont les Luca Goers, une équipe réputée invincible mais arrogante en raison de ses victoires fulgurantes à la plus grande joie du peuple de la ville. Elle ne possède pas de temple et n'est qu'une étape de ravitaillement et de divertissement pour les invokeurs et les bannisseurs de passage.
La route de Mi'hiem : 
Située à la sortie nord de Luca, elle continue sur des kilomètres pour rejoindre la route des Mycorocs, nommée ainsi en l'honneur de sire Mi'hiem (le fondateur des bannisseurs) qui l'emprunta pour rejoindre la Ville de Bevelle afin de répondre aux accusations d'heresie devant les hautes instances. Souvent envahie par les monstres, elle reste dangereuse pour la population locale. Elle abrite néanmoins un comptoir al bhed au centre.
La route des Mycorocs :
Route cahoteuse située à flanc de falaise, elle offre une vue imprenable sur l'océan mais elle est le repaire de nombreux monstres surtout fongiques (d'où le nom du lieu). Elle est choisie par les bannisseurs pour livrer bataille à Sin lors de  l'opération Mi'hiem  (une opération conjointe avec les Al Bhed qui a lieu tous les deux trois ou quatre ans et qui a pour but d'essayer d'éliminer sin par des moyens non conventionnels à savoir machines et armes interdites) pour son faible taux de civils à proximité limitant les pertes collatérales. Elle abrite le QG permanent des Bannisseurs et fait office de poste de commandement durant l'opération. Elle est conjointe à la plage de Djose. 
Temple de Djose :
Situé au bout de la route de Djose qui fait la continuité de la route des Mycorocs en longeant la côte. Il s'agit d'un temple solitaire abritant quelques moines, il fait office de monastère. Il sert de point de chute pour les bannisseurs blessés durant l'opération Mi'hiem et est l'étape suivante des invokeurs. Son élément est la foudre.
Sélenos : 
Plus long fleuve de Spira, il est le lieu de vie des Hypellos, des Shoopufs (pachydermes à trompe enroulée en spirale) et des furolucioles. Sa traversée effectuée à dos de Shoopuf est organisée et gérée par les Hypellos.
Guadosalam : 
Ville bâtie sur les racines d'arbres gigantesques et enveloppée par la pénombre de leurs sommets, elle est habitée par les Guados, il s'agit d'une ville calme à l'inverse des villes humaines, quelques boutiques et le manoir du maître composent essentiellement la ville mais c'est pour son accès à l'au delà que Guadosalam est réputée, il s'agit d'un lieu magique qui agit comme une sphère géante et reflète une image physique de personnes décédées via les souvenirs des visiteurs, des centaines de gens de tout Spira visitent ce lieu mais seuls les Guados possèdent une explication sur le fonctionnement de l'au-delà. La ville ne possède ni temple ni prêtre. 
La plaine foudroyée :
La plaine foudroyée se situe à la sortie de Guadosalam, c'est une plaine dévastée, stérile, sombre et en permanence parsemée d'orages violents qui ont laissé des séquelles sur le sol. La plaine est envahie de monstres de type électriques mais la traversée est désormais plus sûre grâce aux tours paratonnerres que fit installer le grand invokeur Gandof pour faciliter le pèlerinage des invokeurs, et un comptoir Al Bhed est également implanté, mais ce lieu reste tout de même une étape dangereuse sur la route du pèlerinage. 
La forêt de Macalania : 
Forêt mystique composée d'arbres cristallins et de glace, elle abrite une population d'individus dont le nom n'est pas divulgué mais ayant un penchant pour la musique et vivant en harmonie avec celle-ci ainsi que quelques monstres. La forêt forme un équilibre naturel avec le temple situé sur le lac au nord ce qui explique le mysticisme et la beauté du lieu ainsi que la longévité de la forêt, elle recèle également une eau qui est propice à la création de sphères mémorielles. Habitat primaire des Guados avant leur sédentarisation à Guadosalam, elle est une zone tampon entre le lac et le temple de Macalania au nord, la ville de Bevelle au nord est et la plaine félicité à l'est. 
Lac de Macalania :
Le lac de Macalania se situe à la sortie nord de la forêt et est radicalement différent climatiquement avec celle-ci. Il neige en permanence et le lac a toujours été gelé de mémoire d'homme, il abrite à sa surface le temple de Macalania qui est figé à sa surface pris dans la glace et un comptoir Al bhed sur la rive du lac. Ce temple est encore une étape obligatoire dans la quête de l'ultime chimère. 
Bevelle : 
La sacro-sainte ville de Bevelle et le siège de l'église de Yevon. Elle est la plus grande ville de spira et aussi la plus ancienne encore en état. Extrêmement armée pour repousser Sin en cas d'attaque, elle est bâtie sur l'eau comme Kilika et est relié au continent par un pont gigantesque. C'est une ville entièrement axée sur la religion ce qui explique le nombre faramineux de prêtres présents dans la cité. Il est aussi le siège des moines guerrier et du tribunal Yevonite. 
La plaine félicitée : 
Situé à la sortie est de la forêt de Macalania, ce lieu était à l'origine une plaine stérile et dévastée du aux nombreux combats livrés par les générations d'invokeurs ayant obtenu l'ultime chimère 
Qui décidèrent d'affronter Sin en ces lieux. Au fil du temps la plaine retrouva toute sa vitalité et est devenu une vaste plaine verdoyante à perte de vue où il est facile de se perdre. Habitée par quelques monstres, elle est surtout le lieu de vie des chocobo. Elle abrite néanmoins une halte installée par des Al Bhed et le C. E. M (centre d'entraînement Mi'hiem). Au nord se situe le passage vers le Mont Gagazet et à l'est existe un passage oublié vers le temple de Remiem.
Temple de Remiem : 
Bâti sur une plate-forme suspendue par des câbles métalliques, c'est un Temple oublié de tous et depuis occupé par les chocobos qui ont trouvé là un lieu de vie paisible, il est devenu un passage facultatif dans la quête de l'ultime chimère mais renferme cependant une puissance colossale à qui sait le trouver. 
Grotte du priant volé : 
Selon la légende, un homme aurait volé un priant dans un temple pour le cacher dans cette grotte qui paradoxalement est devenu un temple caché. Le chemin pour y accéder est jonché d'embûches mais le jeu en vaut la chandelle. 
Mont Gagazet : 
Terre natale des Ronsos et frontière naturelle entre Zanarkand et le reste de Spira, il s'agit d'un lieu dangereux et froid où le moindre faux pas est fatal. Le chemin est parsemé de tombes d'invokeurs érigées par les Ronsos qui ont vu leur voyage s'interrompre ici. Ravins, pistes, grottes et rivières souterraines parcourent la montagne de part en part faisant de ce lieu un endroit où l'on se perd facilement. Il fut le théâtre d'opérations violentes durant la guerre et de nombreuses machines encore actives rôdent dans les crevasses et gouffres de la montagne.
Zanarkand : 
Les ruines d'une ville machine tout au nord du continent détruite il y a 1000 ans par Sin dans un accès de colère. Réputée pour être  la ville qui ne dort jamais , elle était la plus grande ville de Spira donnant vue sur l’océan mais un conflit d'intérêts entre elle et Bevelle donnèrent lieu à une guerre qui vit la naissance de Sin et la destruction de cette dernière. Il ne reste que des ruines mais elle contient encore le seul moyen connu pour les invokeurs de détruire Sin : l'ultime chimère
LIEUX DIVERS :
Île de Bikanel : 
L'île de Bikanel est située à des centaines de kilomètres à l'ouest du continent en pleine mer. L'île contient à elle seule l'ensemble du désert de Sanubia, un désert de sable chaud et brûlant sous un soleil de plomb. L'île a vu naître les Al Bhed qui érigèrent une civilisation sur l'île mais qui fut détruite par Sin. Depuis, la localisation de l'île est tenue secrète par les Al Bhed qui essayent tant bien que mal de reconstruire un refuge et une nation sur les ruines de la précédente. L'île est peuplée par de nombreux monstres mais la présence des Pampas (cactus conscients et malicieux) et de leur village est le plus notable, ayant la capacité de former une tempête de sable pour se protéger des intrus, seul une personne digne d'eux peut entrer, On ignore cependant leur origine.
Temple de Baaj : 
Temple oublié facultatif sur le chemin des invokeurs. Délabré, quasiment immergé sous les eaux et à moitié détruit, il abrite la haine, la souffrance et la colère du priant qui l'habite. Il s'agit du lieu où Tidus échoue à son arrivée sur Spira. On ignore son origine mais l'explication la plus probable de sa destruction est sans doute un énième ravage de Sin 
Ruines d'oméga :
Il s'agit d'un ensemble de grottes et de tunnels creusés par les hommes. Selon Wakka, il y a 600 ans, un prêtre du nom d'Omega se rebella contre l'Église et fut condamné à errer dans ces ruines jusqu'à ce que mort s'ensuive. La haine d'oméga envers l'église était tellement forte qu'elle commença à le ronger et à le transformer petit à petit en monstre, des années passant d'autres monstres furent attirer au fur et à mesure jusqu'à transformer l'endroit en un repaire de monstres extrêmement puissants.

### Histoire fictive
Spira ne tient pas de calendrier détaillé, mais a des repères temporels par rapport à l'époque où se déroule les jeux.
1000 ans auparavant, une grande guerre a lieu entre les Invokeurs de Zanarkand et les soldats armés de Bevelle. Alors que Bevelle allait gagner, l'Invokeur Yu Yevon décide d'appeler une invocation très puissante, nécessitant l'aide de tous les habitants de la ville, qui doivent se sacrifier. Après leurs morts, ils deviennent des Priants. Yu Yevon les réunit au sommet du mont Gagazet et utilise leur puissance pour appeler une carapace indestructible autour de son corps, devenu dès lors immortel. Cette armure est appelée Sin. Sin détruit Zanarkand, mais les Priants réunis rêvent d'une autre Zanarkand imaginaire.

Yunalesca, la fille de Yu Yevon, a fui la ville avec son mari Zaon. Une fois Sin créée, elle se rend à Bevelle pour montrer la toute-puissance de Sin et les menacer d'une totale destruction, tout comme Zanarkand. En échange de leur survie, Yunalesca leur énonce les Préceptes de Yevon, à la gloire de Sin, et leur offre une chance de rédemption en abandonnant l'usage des machines, en se sacrifiant pour utiliser ce dernier comme Priant et appeler l'Ultime Chimère, qui détruit Sin.

Plus tard, Sin réapparait, et sème la mort à travers Spira. Le culte de Yevon commence alors. Zanarkand a finalement gagné la guerre contre Bevelle, l'usage des machines est prohibé, et seule la magie est utilisée.
200 ans après, alors que Sin a détruit toutes les villes-machines de Spira, Bevelle est devenue le siège de la religion yevonite. Mais rapidement, un homme nommé Mi'ihen se fait connaître. Alors que Bevelle croit à une rébellion contre Yevon, Mi'ihen ne cherche qu'à inciter les gens de Spira à se battre contre Sin, et se rend à Bevelle pour prouver ses bonnes intentions. Les dirigeants de Yevon acceptent la proposition de Mi'ihen, et les Bannisseurs sont formés. Ils sont chargés de protéger les gens et les monuments de Spira contre Sin.
400 ans plus tard, un Invokeur du nom de Gandof, connu pour avoir construit des pylônes paratonnerres sur la Plaine foudroyée, parvient à vaincre Sin à nouveau, et apporte la première Félicité. Il reçoit le titre posthume de Grand Invokeur, et une statue à son effigie est érigée dans chaque temple de Spira.

170 ans après, O'halland, un Invokeur originaire de Kilika et grand nom du blitzball, apporte une nouvelle Félicité.

130 ans après, soit un siècle avant les deux jeux, Yocun, une femme membre des Bannisseurs, apporte une troisième Félicité. 
10 ans avant Final Fantasy X, Braska, un Invokeur de Bevelle, mal vu de Yevon pour avoir épousé une femme Al Bhede, joint à lui Auron, un ancien moine guerrier déchu pour avoir refusé la main de la fille d'un haut dignitaire de Yevon, et Jecht, un inconnu se prétendant originaire de Zanarkand et joueur de blitzball, pour effectuer un nouveau pèlerinage et apporter une nouvelle Félicité.
Dans Final Fantasy X, Yuna, la fille de Braska, est également devenue Invokeure, et part de Besaid, où elle a grandi, pour son pèlerinage. Elle choisit comme gardiens Wakka, un joueur malchanceux de blitzball, capitaine des Besaid Aurochs, Lulu, une mage noire, Kimahri, un Ronso forcé de quitter le mont Gagazet pour avoir perdu sa corne, et Tidus, le fils de Jecht. Plus tard se joindront Auron, disparu depuis la Félicité de Braska et réapparu depuis peu, et Rikku, une jeune fille al bhede et cousine de Yuna. Ils vont découvrir la vérité sur Sin et la religion de Yevon et se résoudre à rompre le cycle.

À eux seuls, ils parviendront à vaincre l'emprise de la religion de Yevon sur Spira, et à détruire définitivement Sin, amenant l'Éternelle Félicité.
Dans Final Fantasy X-2, soit deux ans plus tard, Spira a totalement renié les préceptes de Yevon et vit avec plus de légèreté maintenant que la menace de Sin n'existe plus. Un ancien membre de l’Église de Yevon, Trema, a fondé le Mouvement pour la Vérité, qui cherchait à récupérer les sphères pour découvrir le passé caché de Spira, mais il disparait mystérieusement. Par la suite, trois formations commencent à avoir de l'influence : la Ligue des Jeunes, qui veut révéler les secrets de Yevon dissimulés dans les sphères ; Néo-Yevon, qui cherche à faire la transition avec Yevon en conservant les sphères ; enfin, les Pro-makinas, qui prônent l'usage des machines antiques ensevelies dans le sable du désert de Sanubia. Yuna, devenue chasseuse de sphères dans le clan des Albatros avec Rikku et Paine, doit affronter Shuyin, l'esprit d'un gardien d'une Invokeure de Zanarkand, mort à Bevelle pour avoir voulu activer le Vegnagun, une machine si puissante qu'elle aurait détruit Spira. Malgré la mort et le temps passé, Shuyin essaye encore d'utiliser Vegnagun. Elle parviendra à le vaincre et lui apporter le repos.

### Créatures et races
Les humains sont le peuple majoritaire sur Spira vivant dans les villages et métropoles. Endoctrinés par l'église de Yevon et ses préceptes, ils respectent et appliquent les commandements de l'église à la lettre. Vouant un culte sans limite à Yevon, aux maîtres et aux Invokeurs, ils espèrent par le sacrifice de ces derniers avoir une chance d'acquérir en vain l'éternelle félicité qui verra la fin définitive de Sin. Au combat ils comptent sur l'aide des Bannisseurs pour les protéger des dangers de l'extérieur. On compte également les Guados, un peuple de la forêt proche de la nature aux traits fins, aux longs membres et aux cheveux bouclés, ils habitent la ville de Guadosalam près de la rive nord du Selenos. Ayant une affinité avec la magie, ils sont de très bons lanceurs de sorts et comptent sur la magie blanche et noire en combat. Convertis depuis peu au culte de Yevon via le biais de leur ancien chef Jyscal, on compte déjà bon nombre de fanatiques prêts à tout au nom de l'église. Leurs liens avec cette dernière sont renforcés via la présence de maître Seymour Guado (fils de Jyscal et d'une humaine) au conseil de Yevon qui unit ce peuple et l'église et fait la fierté de ce peuple au point de vouer un semblant de culte à peine voilé pour ce dernier. Avec eux au conseil de Yevon, on trouve les Ronsos, un peuple de guerriers à l'apparence féline de grande stature (mesurant entre 1,90 m et 2,30 m voire plus), d'une carrure imposante et dotés d'une corne drue d'une cinquantaine de centimètres au milieu du front. Leur société est basée sur l'honneur, le combat et la résistance physique et mentale, un Ronso jugé comme faible a le choix entre l'exil ou la mort au même titre que le déshonneur. Vivant sur les versants du mont Gagazet situé entre Bevelle et Zanarkand et faisant office de frontière naturelle, ils sont confrontés jour après jour au climat glacial, aux monstres et aux machines qui rôdent sur la montagne. Au combat ils préfèrent l'utilisation d'armes blanches lourdes (hallebardes, massues...) mais peuvent aussi utiliser leurs crocs et leurs griffes comme armes. N'ayant que peu d'affinité avec la magie ils possèdent néanmoins une capacité naturelle qui leur permet d'absorber les connaissances d'un ennemi ou d'un monstre pour en copier les attaques. Convertis depuis quelques décennies au culte de Yevon et représenté au conseil par l'Ancien Kelk, ils vouent un culte fort à Yevon mais gardent leurs traditions et codes comme prioritaire si elles entrent en contradiction avec les préceptes quitte à devenir hérétiques aux yeux de l'église. Leur système hiérarchique est simple, le plus fort et le plus sage de la tribu devient l'Ancien si sa force et sa sagesse sont reconnus par l'ensemble des individus. D'une loyauté sans failles ils ne sont cependant pas très loquaces avec les autres peuples de Spira partant du principe qu'il ne vaut pas la peine de parler quand ça n'en vaut pas la peine et surtout en présence de personne qu'ils ne tiennent pas en haute estime.
Les Al Bheds sont un peuple nomade et voyageur depuis la destruction de leur île par Sin et considéré comme hérétique par l'église pour sa curiosité et sa passion pour les machines interdites. Ils sont rejetés par les autres peuples qui considèrent que leur existence est un frein au rachat des péchés qui est censé, selon les dogmes, mettre fin définitivement à Sin. Identiques aux humains mais reconnaissables à leurs pupilles vertes en forme de spirale, ils sont le seul peuple de Spira à parler leur propre langue verbalement. Ils préfèrent l'utilisation d'armes à feu au combat et sont prêts à tout pour se défendre, quitte à tout détruire.
Parmi les autres peuplades vivant à Spira, les Hypellos sont de petits humanoïdes d'environ un mètre de hauteur possédants des doigts palmés, des branchies, des membranes de grenouille sur les joues, de couleur bleuâtre et aux yeux de crapaud. Très bons nageurs, ils ne s'éloignent jamais d'un plan d'eau et sont de très bons organisateurs, chargés notamment de la traversée du fleuve Selenos à dos de Shoopuf (une créature pachyderme gigantesque) qu'ils élèvent pour effectuer les voyages. Parlant un parfait langage humain malgré un zézaiement, ils sont parfaitement intégrés mais reste considérés par la population comme étant plus proche des animaux que d'une civilisation et à ce titre sont exempts de la religion et de son contrôle. Préférant la fuite au combat, ils comptent plus sur l'effet de meute pour dissuader un éventuel adversaire que l'affrontement et ne possèdent pas de talents particulier pour le combat. Ce peuple reste néanmoins amical et sympathique.

## Apparitions
Le monde constitue la toile de fond des jeux Final Fantasy X et Final Fantasy X-2. Des personnages et une arène sont jouables dans les crossovers Dissidia: Final Fantasy et Dissidia 012: Final Fantasy. Les héros des deux jeux Final Fantasy X apparaissent également dans les séries Kingdom Hearts et Theatrhythm Final Fantasy.